# Zographus aulicus
Zographus aulicus es una especie de escarabajo longicornio del género Zographus, tribu Sternotomini, subfamilia Lamiinae. Fue descrita científicamente por Bertoloni en 1849.

## Descripción
Mide 20-40 milímetros de longitud.

## Distribución
Se distribuye por Angola, Malaui, Mozambique, Namibia, República Democrática del Congo, República de Sudáfrica, Tanzania, Zambia y Zimbabue.